# مارك بينغهام
مارك بينغهام (بالإنجليزية: Mark Bingham) هو لاعب اتحاد الرغبي ورائد أعمال أمريكي، ولد في 22 مايو 1970 في فينيكس في الولايات المتحدة، وتوفي في 11 سبتمبر 2001 في Shanksville, Pennsylvania ‏ في الولايات المتحدة.

## وصلات خارجية
- مارك بينغهام على موقع IMDb (الإنجليزية)